# Krueng Lingka (Sungai Raya)
Krueng Lingka is een bestuurslaag in het regentschap Oost-Atjeh van de provincie Atjeh, Indonesië. Krueng Lingka telt 275 inwoners (volkstelling 2010).